# صموئيل بانيوس
صموئيل بانيوس (بالإسبانية: Samuel Baños) هو لاعب كرة قدم إسباني في مركز الوسط، ولد في 16 أغسطس 1979 في فيافيثيوسا في إسبانيا. شارك مع منتخب إسبانيا تحت 16 سنة لكرة القدم ومنتخب إسبانيا تحت 17 سنة لكرة القدم ومنتخب إسبانيا تحت 18 سنة لكرة القدم. أما مع النوادي، فقد لعب مع أتليتيكو بالياريس وريال سبورتينغ خيخون وريال مورسيا وسبورتينغ خيخون ب ونادي ألكوركون ونادي خيريث ونادي ساباديل ونادي ليفانتي.

## وصلات خارجية
- صموئيل بانيوس على موقع قاعدة بيانات كرة القدم.إي يو (الإنجليزية)
- صموئيل بانيوس على موقع Soccerway.com (الإنجليزية)